# Ormiscodes nigrosignata
Ormiscodes nigrosignata is een vlinder uit de familie nachtpauwogen (Saturniidae), onderfamilie Hemileucinae.
De wetenschappelijke naam van de soort is voor het eerst geldig gepubliceerd door Philippi in 1859.